# Adelchi Negri

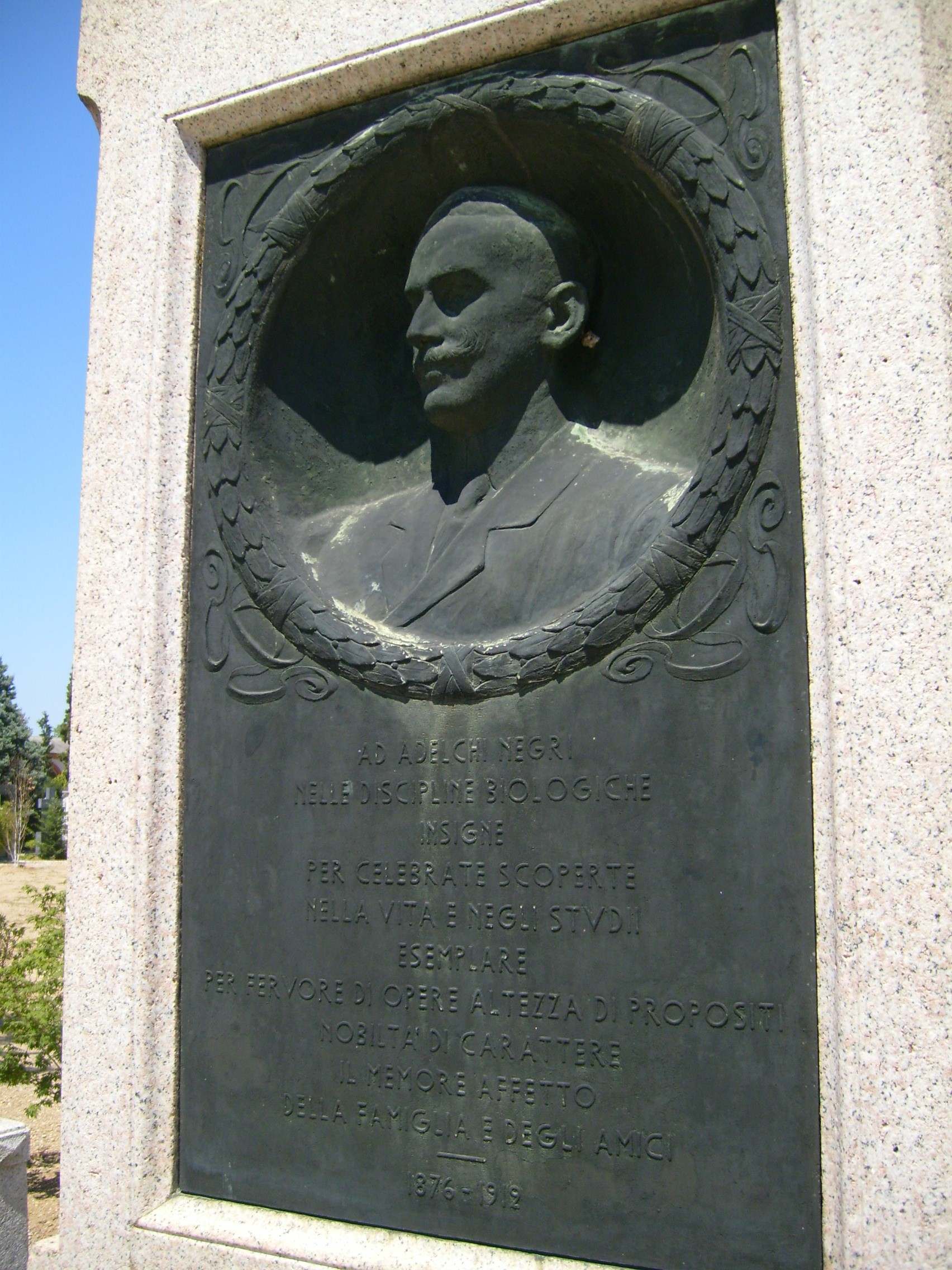
Grób Negriego

Adelchi Negri (ur. 2 sierpnia 1876 w Perugii, zm. 19 lutego 1912 w Pawii) – włoski lekarz mikrobiolog i patolog.

## Życiorys
Studiował medycynę na Uniwersytecie w Pawii, był uczniem Camillo Golgiego. W 1900 roku otrzymał tytuł doktora medycyny i został asystentem Golgiego w jego instytucie patologii. W 1905 habilitował się i został docentem, w 1909 został profesorem mikrobiologii, w 1910 profesorem nadzwyczajnym. W 1906 ożenił się ze swoją współpracowniczką Liną Luzzani. W 1912 zmarł na gruźlicę. Został pochowany na Viale San Giovannino, jego grób znajduje się w pobliżu grobu Golgiego i Bartolomeo Panizzy. Wspomnienie o nim napisał Golgi. Biografię uczonego napisał Emilio Veratti.
W 1903 Negri opisał inkluzje w cytoplazmie komórek Purkiniego móżdżku zwierząt i ludzi chorych na wściekliznę, które dziś znane są jako ciałka Negriego. Błędnie uważał, że czynnikiem etiologicznym choroby są pierwotniaki. Kilka miesięcy później działający w Konstantynopolu Paul Remlinger prawidłowo wykazał wirusową etiologię wścieklizny.

## Wybrane prace
- Contributo allo studio dell'eziologia della rabia. Bollettino della Societa medico-chirurgica 88, 229 (1903) 22 (1904), 321 (1905)
- Beitrag zum Studium de Aetiologie der Tollwuth[4]. (1903)
- Zur Aetiologie der Tollwuth. Die Diagnose der Tollwuth auf Grund der neuen Befunde[5]. (1903)
- Sull' eziologia della rabbia; la dimostrazione del parassita specifico nell' infezione rabica degli uccelli. Boll. d. Soc. med.-chir. di Pavia ss. 22-25 (1904)
- Über Filtration des Vaccinevirus[6]. (1906)
- Über die Morphologie und den Entwicklungszyklus des Parasiten der Tollwut[7]. (1909)
- Ulteriori osservazioni sulla struttura del Neurocytes hydrophobiae. Atti Acc. Lincei Rend. fis., s. 5, 18 (12), ss. 657-660 (1909)
- Intorno alla dissociazione della conduttività ed eccitabilita nervosa sotto l'azione dei metalli colloidali. Ann. d. Fac. di med. 4. s., i, 81-93 (1911)